# 818 Kapteynia
818 Kapteynia è un asteroide della fascia principale del diametro medio di circa 49,45 km. Scoperto nel 1916, presenta un'orbita caratterizzata da un semiasse maggiore pari a 3,1658989 UA e da un'eccentricità di 0,0980077, inclinata di 15,68000° rispetto all'eclittica.
Il suo nome è in onore di Jacobus C. Kapteyn, un astronomo olandese.